# مكتبة الأنجلو المصرية
مكتبة الأنجلو المصرية أسسها صبحى جريس سنه 1928 (توفى 1999)
- كانت تطبع الكتب الأجنبية
- في أواخر الأربعينيات ابدأت بنشر الكتب العربية
- من أكبر دور النشر في القاهرة
- سميت المكتبة بالأنجلو المصرية اٍختصار لكلمة «الإنجليزية المصرية»، لتخصصها في الكتب الإنجليزية.
- كانت المكتبة تقيم صالون ثقافي يحضره نجيب محفوظ وطه حسين وعباس العقاد، الذي كان من عادته أن يجلس في المكتبة يومياً من العاشرة صباحا حتى وسط الظهيرة يقلب مجلداتها.
- كانت هناك حفلات توقيع على الكتب.
- تخصصت المكتبة في الكتب العلمية الأكاديمية، وكتب علم النفس والتاريخ التي أثرت مكتبات مختلف الجامعات المصرية.
- بدأت بالناشر صبحى جريس، وبعده أمير صبحى.
- يدير المكتبة حاليا حفيده، فادي صبحي جريس، وهو عضو لجنة الملكية الفكرية في اتحاد الكتاب العرب.

## عن المكتبة
هي مناره ثقافه في تاريخ مصر...وهي مكتبة شاهدة على الحركة الثقافية على النطاق المحلي بمصر والإقليمي والعالمي أيضاً على مدار قرب 90 عاماً كاملة، منذ أن أسسها واحد من عُشَّاق الكُتب صبحي جريس.كانت المكتبة رائدة في استيراد كتب الأدب الإنجليزي وأهم الروايات لكبار الأدباء البريطانيين والأميركيين، وكانت أكبر مكتبة للكتب الأجنبية في مصر، فضلا عن كونها بيت الكتاب الأكاديمي في مختلف المجالات».
ومؤسس المكتبة صبحي جريس، الذي كان مغرماً بالكتب، واعتبرها جزءاً رئيسياً من حياته، حتى أنه كان يقضي معظم أوقاته بين رفوف المكتبة، التي ضمت كتباً من جميع التخصصات، واشتهر «صبحي» بالذاكرة القوية، إذ كان يحفظ أسماء الكتب التي تضمها مكتبته، والتي وصلت أعدادها للآلاف، وبشهادة كثير من الكتّاب والمقربين له فإنه كان عاشقاً ومتيماً بالكتب لدرجة تتخطى الوصف.
وإلى جانب معرفته الواسعة بالكتب والعلوم، كان جريس مُعلماً رغم أنه لم يكن مدرساً يُعطي دروساً ممنهجة، فكان مدرسة متنقلة مفتوحة لجميع الكتاب والقراء، لاسيما الطلاب منهم، حيث ساهم جريس في ترك علامات على فكر ووعي كثير من الأجيال المتعاقبة حتى وافته المنية في العام 1999.
ومع هذا استمرت مسيرة «الأنجلو مصرية» مع ابنه أمير، والذي شهد عشق أبيه للكتب، فكان على خطاه بأسلوبه المميز، وفتح مجالات جديدة للمكتبة سمحت للجيل الثالث من العائلة المضي قدماً في نفس الطريق.
كذلك ضمت المكتبة الكثير من المثقفين والأكاديميين الكبار، فكانت في وقت من الأوقات مجلساً لنجيب محفوظ وطه حسين وعباس العقاد، وغيرهم من الكتاب، حيث يقضون بها يومياً ساعات من النهار يتصفحون الكتب ويتناقشون حول كل جديد، فكانت محفلاً ثقافياً مصغراً.
ودخلت مكتبة الأنجلو مجال إصدار الكتب باللغة العربية في أواخر أربعينيات القرن العشرين، وقدمت إصدارات عدة في مختلف المجالات
في قلب وسط البلد.. مكتبة الأنجلو وسط القاهرة بشارع محمد فريد، وهو موقع متميز، وله تاريخ عريق، ويحوي العديد من المحال والعلامات التاريخية، من بينها تلك المكتبة التي لازالت تحتفظ بملامح القديم مع لمسات حداثية منتقاة. وتضم المكتبة طابقين؛ الأول منهما يجمع الإصدارات الإنجليزية بمختلف التخصصات، فعندما تدخل المكتبة تتأثر بالطابع الخشبي الإنجليزي الذي يخيم عليها، لاسيما أن الطابق الأول بالأرفف العالية يقدم كل ما هو جديد من الإصدارات الإنجليزية وباللغات المتنوعة في مختلف التخصصات، ويخطف الزائر التنوع والتنظيم الذي يشمل المكتبة بالتوزيع الأبجدي للأقسام والكتب أيضاً.
ومن خلال سلم خشبي يصل الزائر للطابق الثاني والذي يحتوي على الإصدارات العربية، فيجد على الأرفف كتباً تعود لكتاب كبار أمثال عبد المعطي شعراوي، وعز الدين نجيب، ولويس عوض، ورمسيس عوض، ورشاد رشدي، وعلي الراعي، وزكي نجيب محمود، وغيرهم. وإلى جانب الترجمات التي تحتل مكانة مميزة بالمكتبة.

## وصلات خارجية
- موقع مكتبة الأنجلو المصرية